# سارا أريكسون
سارا أريكسون (بالسويدية: Sara Eriksson)‏ (13 أبريل 1981 في السويد - ) هي لاعبة كرة يد السويد في مركز ظهير ‏. شاركت في الألعاب الأولمبية الصيفية 2008. ولعبت مع Handball Club Leipzig ‏.

## وصلات خارجية
- سارا أريكسون على موقع الاتحاد الأوروبي لكرة اليد (الإنجليزية)
- سارا أريكسون على موقع أوليمبيديا (الإنجليزية)
- سارا أريكسون على موقع اللجنة الأولمبية السويدية (السويدية)